# Tom Kettle
Thomas Michael « Tom » Kettle  né à Artane dans le comté de Dublin le 9 février 1880 et mort à Ginchy, le 9 septembre 1916, est un économiste, un homme politique et écrivain irlandais mort au cours de la Bataille de la Somme, pendant la Première Guerre mondiale.

## Biographie

### Jeunesse et formation
Thomas Kettle est le septième des douze enfants de Margaret McCourt, épouse d’Andrew J. Kettle (1833–1916), agriculteur, l'un des principaux chefs nationalistes irlandais, fondateur de la Land League irlandaise. L’un de ses fils, Laurence Kettle est capitaine d’industrie. Andrew Kettle influence fortement son fils Thomas sur le plan politique.
Thomas Kettle grandit dans un milieu aisé. Comme ses frères, il étudie à l’école O’Connell de Dublin puis à partir de 1894, chez les jésuites à Clongowes Bois College dans le comté de Kildare. Il fait de brillantes études et excella dans le sport : athlétisme, cricket, cyclisme, etc.
En 1897, il entre à l'Université de Dublin où ses talents oratoires et son charisme en font un leader politique. À l’université il côtoya Hugh Kennedy, Francis Sheehy-Skeffington et James Joyce. La maladie lui fit interrompre ses études en 1900. Il partit alors sur le continent pour parfaire sa connaissance de l’allemand et du français. En 1902, de retour à Dublin, il reprit ses études de sciences humaines.

### Carrière politique
Il termine ses études de droit et devient avocat en 1905. Mais son activité essentielle est le journalisme et la politique. Il organise de nombreux débats à l’University College Dublin, université catholique de Dublin. En 1904, il devient président du mouvement Jeune Irlande de l’Irish League United. Refusant de se présenter aux élections, il fonde The Nationist, un journal hebdomadaire non-conformiste suivant une ligne politique nationaliste mais adoptant des points de vue libéraux sur l’éducation, l’émancipation des femmes ou la littérature irlandaise. Il doit démissionner de la direction du journal à cause de la publication d’un article critique envers le clergé catholique.
En 1906, il se présente à une élection législative partielle et est élu député à une courte majorité de 18 voix. Il représente le Parti parlementaire irlandais à la Chambre des communes à Londres. Il part en Amérique et participe à des réunions de collecte de fonds pour le mouvement indépendantiste irlandais. 
À la Chambre des communes, ses interventions souvent caustiques lui permettent de faire avancer la cause du Parti irlandais et la cause du Home Rule, l'autonomie de l'Irlande au sein du Royaume-Uni. Il défend également l’accès à l’enseignement supérieur des catholiques. Il a une vision européenne de l’avenir de l’Irlande. Dans L'Irlande, il écrit : « Mon seul programme pour l'Irlande se compose à parts égales de Home Rule et les Dix Commandements. Mon seul conseil à l'Irlande est, que pour devenir profondément irlandaise, elle doit devenir européenne. »

### Carrière universitaire
En 1908, il est nommé professeur d'économie à l'University College de Dublin tout en restant député. Il publie un certain nombre d’ouvrages sur les questions financières. Il est l'ami de Thomas MacDonagh, et écrit des articles pour son magazine La Revue irlandaise. En 1911, il participe à la fondation de la Legal & Economic Society de l'université avec son collègue le professeur JG Swift MacNeill. En septembre 1909, il épouse Mary Sheehy, qui a été la maîtresse de James Joyce. Il soutient fermement le Home Rule Bill de 1912.
Il soutient la grève des ouvriers de Dublin en 1913 et publie une série d'articles qui révèle au public les conditions de travail déplorables des pauvres de Dublin. Il participe à la création d’un comité de conciliation entre patrons et salariés. 
La même année, face à l’intransigeance de unionistes, il devient membre des Volontaires irlandais, groupe de lutte pour l’indépendance de l’Irlande. En 1914, il part en Belgique pour acheter des armes pour le mouvement indépendantiste irlandais. C’est en Belgique qu’il est témoin des exactions allemandes sur la population civile.

### Participation à la Grande Guerre
De retour à Dublin, il milite pour l'engagement des Irlandais dans l'armée britannique pour lutter contre l'Allemagne. Une scission se fait chez les Volontaires nationaux entre partisans et adversaires de l'engagement dans l'armée britannique. En raison de sa santé fragile, Tom Kettle, engagé dans l'armée britannique, est affecté au recrutement des volontaires avec le grade de lieutenant.
La guerre se prolongeant, il demande à être envoyé sur le front en service actif. Il est affecté à la 16e division irlandaise, dans le 9e bataillon des Royal Dublin Fusiliers où il se lie d'amitié avec Emmet Dalton. Sa santé se dégradant, il est envoyé en convalescence à Dublin mais insiste pour retourner au front, ce qu'il fait le 14 juillet 1916.
À la tête d'une compagnie, il participe à la Bataille de Ginchy, au cours de la Bataille de la Somme. Le 9 septembre 1916, il mourut au cours des combats, âgé de 36 ans. Il n'a pas de sépulture connue.

## Hommages
- Dublin :
  - Un buste de Kettle, après polémique, a été érigé à St Stephen's Green, en 1937.
  - Son nom est inscrit sur la plaque de bronze du Four Courts Dublin, commémorant les 26 avocats irlandais tués dans la Grande guerre.
  - Une cérémonie annuelle est organisée à sa mémoire par la Société littéraire et historique (University College Dublin)
- Thiepval (Somme) en France : le nom de Tom Kettle nom est gravé sur le Mémorial de Thiepval.
- Messines (Belgique) : une tablette de pierre à sa mémoire a été érigée dans l' île du Parc irlandais de la paix

Au moment de sa mort, le journal français, L'Opinion lui rendit hommage ainsi :

« Toutes les parties se prosternèrent dans la douleur sur sa tombe, en dernière analyse, ils étaient tous Irlandais, et ils savaient que, par sa mort, qu'il soit ami ou ennemi, ils avaient perdu un vrai fils d'Irlande. Un fils d'Irlande ? Il était plus. Il était l'Irlande ! Il avait combattu pour toutes les aspirations de sa race, pour l'indépendance, pour le Home Rule, pour la Renaissance celtique, pour une Irlande unie, pour la cause éternelle de l'humanité... Il est mort en héros, dans l'uniforme d'un soldat britannique, parce qu'il savait que les fautes d'une période ou d'un homme ne devaient pas l'emporter sur la cause du droit ou de la liberté. »

Il est l'un des quarante-trois parlementaires britanniques morts à la Première Guerre mondiale et commémorés par un mémorial à Westminster Hall, dans l'enceinte du palais de Westminster où siège le Parlement.